# Клермон Фут
„Клермон Фут Оверн 63“ (на френски: Clermont Foot Auvergne 63), неофициално само „Клермон Фут“, е футболен клуб с професионален отбор в град Клермон-Феран, Франция.
Основан е през 1911 година. От сезон 2021/2022 отборът се състезава във френската „Лига 1“.

## История
Клубът стартира през 1911 г. под името Стад Клермонтс. Въпреки малкия успех в лигата в първите дни, отбора достига до полуфиналите на Купата на Франция през сезон 1945–46. Професионалният им статут е отменен след сезон 1946–47 поради финансови затруднения. Клубът отново става професионален през 1966 г.  През 1984 г. се наблюдава разширяване, като Стад Клермонтс и АС Морфернанд се сливат, за да образуват футболен клуб Клермонт-Феранд (КФК). Клубът е поставен в трета дивизия.
По-късно клубът е преименуван на Клермонт Фоот Алвердж, като трябва да започва отново в дивизия Honneur. След 13 години, Клермон Фут е повишен многократно, от дивизия Honneur до Лига 2 през 1993 г.  През тези 13 години на успех клубът има много успехи в Купата на Франция. Една забележителна купа е през 1997 г., когато клубът от Оверн елиминира три професионални отбора, Мартиг, Лориен и след това Пари Сен Жермен, преди да се поддаде на Ница.
Клубът спечели Шампионат Национал през 2007 г., отново е повишен в Лига 2, откъдето изпадат през 2006 г.
През 2014 г. Клермон стана първият френски професионален мъжки отбор, който назначава жена мениджър, когато назначава Хелена Коста. По-малко от месец след като поема ръководството, Коста напусна ролята си и е заменена от друга жена, Корин Диакре, която прдължава и да тренира френския женски отбор. 
Клермонт е повишен в Лига 1 за сезон 2021–22 за първи път в своята история, след като постигат промоция в лигата, след като завършват на второ място в изданието 2020–21 на Лига 2.

## Български футболисти
- Мартин Кавдански: 2017/18 - (13 мача - 0 гола)